# Perne
Perne je priimek v Sloveniji, ki ga je po podatkih Statističnega urada Republike Slovenije na dan 1. januarja 2012 uporabljalo 253 oseb.

## Znani nosilci priimka
- Ana Perne, dramaturginja, teatrologinja, (gledališka) kritičarka in urednica
- Andrej Perne (1844—1914), učitelj in pesnik
- Andrej Perne (*1979), matematik, pedagog
- Anton Perne (1914—1943), pravnik, poveljnik vaške straže
- Boštjan Perne, strokovnjak za varnostna vprašanja
- Damijan Perne (*1968), psihiater, igralec, politik
- Franc Perne (1868—1935), duhovnik in pisatelj
- Ivan Perne (1889—1933), pravnik in diplomat
- Majda Merše (r. Perne) (*1949), zgodovinska jezikoslovka - slovenistka
- Matija Perne, jamar
- Miha Perne (*1978), slikar, grafik, keramik, stripar, založnik...
- Nevenka Miklič Perne (*1982), akad. slikarka, pesnica
- Zdenka Brejc Perne (1908—1964), pravnica, 2. slovenska odvetnica